# Sigmund Ruud
Sigmund Ruud   (Kongsberg, 30 de desembre de 1907 - Oslo, 7 d'abril de 1994) va ser un saltador amb esquís i esquiador noruec que va competir durant la dècada de 1920 i 1930. Juntament amb els seus germans Asbjørn i Birger Ruud van dominar el salt d'esquís durant els anys vint i trenta.
El 1928 va prendre part en els Jocs Olímpics de Sankt Moritz, on guanyà la medalla de plata en la prova de salt amb esquís. Quatre anys més tard, als Jocs de Lake Placid, fou setè en la mateixa prova. A Garmisch-Partenkirchen, el 1936, va disputar els seus tercers i darrers Jocs Olímpics. En aquesta ocasió disputà la prova de la combinada del programa d'esquí alpí, però no finalitzà la competició.
En els campionats mundials d'esquí nòrdic de 1929 va guanyar la competició de salt d'esquí i el 1930 guanyà la de bronze.
Per les seves contribucions en el salt d'esquí va guanyar la medalla Holmenkollen el 1949. Juntament amb saltador noruec Jacob Tullin Thams són considerats co-creadors de la tècnica de Kongsberger després de la Primera Guerra Mundial, una tècnica de salt d'esquí que fou l'habitual fins que va ser reemplaçada per la tècnica de Daescher durant els anys cinquanta. Ruud va ser president del Comitè de salts d'esquí de la FIS entre 1946 i 1955 i entre 1959 i 1967.